# Kurt Lottner
Kurt Lottner (* 30. Oktober 1899 in Hamm; † 15. März 1957 in Bad Schwartau) war ein deutscher Offizier, zuletzt Generalmajor im Zweiten Weltkrieg.

## Leben
Er diente in der Wehrmacht als Generalstabsoffizier u. a. in der die 239. Infanterie-Division und im XII. Armeekorps. Lottner führte im Zweiten Weltkrieg als Kommandeur das Infanterie-Regiment 111. Nach einer schweren Verwundung 1943 war er zunächst nach Lazarettaufenthalten dienstunfähig in seinem Heimatort Bad Schwartau und ab Anfang April 1945 als Kriegsversehrter der Kampfkommandant von Lübeck. Am 2. Mai 1945 übergab er Lübeck kampflos an die britischen Truppen und kam bis 1947 in britische Kriegsgefangenschaft in Island Farm.

## Auszeichnungen
- Eisernes Kreuz (1914) II. und I. Klasse
- Spange zum Eisernen Kreuz II. und I. Klasse
- Deutsches Kreuz in Gold am 7. Oktober 1943
- Ritterkreuz des Eisernen Kreuzes am 14. Oktober 1943[1]